# Salpingoeca rosetta
Salpingoeca rosetta — вид морських одноклітинних водних організмів з родини Salpingoecidae класу хоанофлагелят (Choanoflagellatea).

## Опис
Утворює розеткоподібні колонії, що складаються з декількох клітин, які вбудовані у желеподібну матрицю. В колоніях спостерігається примітивний рівень диференціації та спеціалізації клітин: зовні колонії розташовані джгутикові клітини з комірцями, а всередині колонії — амебоподібні клітини. Геном складається з 55 млн пар основ.